# 雁门之围
雁门之围，隋炀帝大业十一年（615年）东突厥始毕可汗将隋炀帝围困在雁门郡（郡治在雁门县，今山西省代县）的作战。
609年，归顺隋朝的启民可汗去世，隋朝册封他的儿子咄吉为始毕可汗。始毕可汗经历几年发展，东突厥开始强盛，开始威胁隋朝。黄门侍郎裴矩建议拥立始毕可汗的弟弟叱吉设为南面可汗，叱吉设不敢接受。裴矩在马邑（今山西省朔州市）谋杀始毕可汗谋臣史蜀胡悉。615年八月，隋炀帝出巡塞北。始毕可汗率领几十万骑兵准备袭击隋炀帝的车驾。隋炀帝得到义成公主的密报，于是进入雁门城。齐王杨暕进入崞县。始毕可汗将雁门郡的四十一座城攻下了三十九座，只剩下雁门县、崞县。箭都射到了隋炀帝面前，雁门县只有一万七千人，粮草只可以维持二十天。隋炀帝亲自巡阅军队，保证不再东征高句丽。隋军士气大增，奋力抵抗东突厥。隋炀帝下诏征发各地隋军前来救援，十八岁的李世民跟随云定兴前来勤王。援军到达忻口，义成公主谎报突厥北方有急，九月，突厥撤围，隋军追到马邑，俘虏突厥老弱二千人。